# Scenopinus montanus
Scenopinus montanus är en tvåvingeart som beskrevs av Kelsey 1981. Scenopinus montanus ingår i släktet Scenopinus och familjen fönsterflugor.
Artens utbredningsområde är Egypten. Inga underarter finns listade i Catalogue of Life.